# Philydor fuscipenne
Philydor fuscipenne е вид птица от семейство Furnariidae.

## Разпространение
Видът е разпространен в Еквадор, Колумбия и Панама.